# Нижегородский государственный художественный музей
Нижегоро́дский госуда́рственный худо́жественный музе́й (сокр. НГХМ) — один из старейших музеев России, крупнейший музей изобразительного искусства в Нижегородской области. Открыт 25 июня (7 июля) 1896 года, став одним из первых общедоступных музеев в русской провинции.
Экспозиция располагается в трёх якорных зданиях, являющихся памятниками архитектуры и градостроительства федерального значения:
- Русское искусство: Дом военного губернатора (Кремль, корпус 3)
- Зарубежное искусство: Дом купца Д. В. Сироткина (Верхне-Волжская набережная, дом 3)
- Русское искусство XX века: бывшее здание Нижегородского выставочного центра (площадь Минина и Пожарского, 2/2)

Выставочные проекты НГХМ реализует в Манеже (Нижегородский кремль, корпус 1А) и в выставочном Пакгаузе (улица Стрелка, 21 И).

## История создания

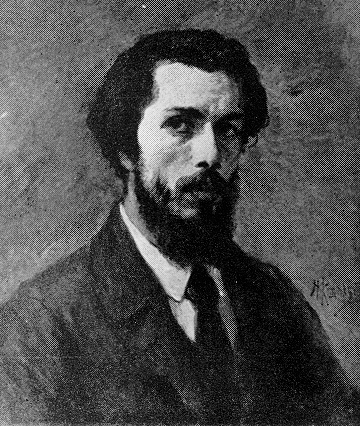
Н. А. Кошелев

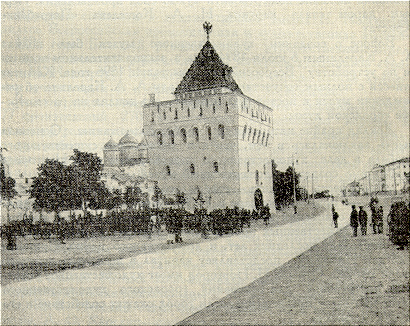
Дмитриевская башня в день открытия Нижегородского художественного музея

Нижегородский художественный музей принадлежит к числу старейших и первых в России общедоступных музеев. Инициаторами создания музея выступили профессор Академии художеств Н. А. Кошелев и сын известного фотографа А. О. Карелина — художник А. А. Карелин, а также местная творческая интеллигенция.
Музей был основан по решению Городской думы в 1894 году (протокол заседания Городской Думы от 14 июля 1894 года «Об устройстве художественного музея в Нижнем Новгороде»). К этому времени в Нижнем Новгороде официально существовали три музея: Земский естественно-исторический, Епархиальное церковное древлехранилище при духовной семинарии и Петровский исторический музей.
Открытие художественного музея было приурочено к проведению в Нижнем Новгороде XVI Всероссийской художественно-промышленной выставки и состоялось 25 июня (7 июля) 1896 года. В честь открытия музея были выпущены памятные медали — 25 серебряных и 300 бронзовых — для тех, кто принимал непосредственное участие или сделал пожертвования на создание музея. В числе первых посетителей музея, 19 (31) июля 1896 года, была императорская чета — Николай II и Александра Федоровна, которым были преподнесены две специально отлитые золотые медали.
Первоначально музей был открыт в Дмитриевской башне Кремля, в составе двух отделов — исторического и художественного. Одновременно в башне была развёрнута выставка Общества художников исторической живописи, посвящённая Смутному времени, часть экспонатов которой предназначалась в дар новому музею.

## Коллекция
Основу первоначальной коллекции музея составили живописные полотна, подаренные Н. А. Кошелевым и А. А. Карелиным, а также известными петербургскими и московскими художниками: И. Е. Репиным, К. Е. Маковским, А. П. Рябушкиным, А. П. Боголюбовым, И. Ф. Тюменевым, М. П. Боткиным, А. Н. Новоскольцевым, В. В. Матэ. Из Академии художеств в музей были направлены картины К. В. Венига, А. И. Мещерского, П. О. Ковалевского. От А. О. Карелина поступили картины ступинской школы.
После 1917 года источниками поступления экспонатов стали национализированные дворянские собрания (Шереметевых, Орловых-Давыдовых, Абамелек-Лазаревых и др.), Государственный музейный фонд, Государственная закупочная комиссия. Значительное число произведений было приобретено самим музеем.
Большую роль в формировании музейного собрания сыграл Максим Горький, передавший в дар музею из личного собрания полотна Н. К. Рериха, М. В. Нестерова, Б. М. Кустодиева.
Сегодня собрание НГХМ насчитывает более 12 тысяч произведений отечественного и зарубежного искусства (иконопись, живопись, графика, скульптура, декоративно-прикладное и народное искусство), среди которых памятники национального и мирового значения.
Коллекция древнерусского искусства включает в себя иконы XIV—XIX вв., лицевое шитьё, художественное серебро, книжную миниатюру. Декоративно-прикладное искусство представлено произведениями мастеров нижегородских художественных промыслов — хохломской, городецкой росписи и лаковой миниатюрой.
Гордостью музея являются произведения русских живописцев XVIII—XIX вв.: Ф. С. Рокотова, К. П. Брюллова, А. К. Саврасова, И. И. Шишкина, И. Е. Репина, И. И. Левитана, Ф. А. Малявина, К. А. Коровина, В. А. Серова, Н. К. Рериха, Б. Н. Кустодиева.
Работы мастеров русского авангарда (М. Ф. Ларионова, Н. С. Гончаровой, О. В. Розановой, К. С. Малевича, В. В. Кандинского) ныне экспонируются в отдельном здании.
В третьем здании музея экспонируется огромное полотно К. Е. Маковского «Воззвание Минина к нижегородцам» и представительная коллекция западноевропейской живописи. Эта коллекция включает в себя произведения XV — нач. XX вв. ведущих национальных художественных школ Италии, Германии, Фландрии, Нидерландов, Голландии, Франции, Англии. Представлены полотна старых мастеров — Эль Греко («Святой Иаков Старший», картина вывезена из Венгрии после Второй мировой войны), Лукаса Кранаха, Якопо Тинторетто, Адриана ван Остаде, Бернардо Белотто, Франческо Гварди, образцы европейской гравюры XVII—XVIII веков, фарфор Мейсенской, Венской, английской мануфактур XVIII века, знаменитый Севрский фарфор XIX столетия. Небольшая коллекция европейского искусства рубежа XIX—XX веков включает полотна Огюста Ренуара, Эжена Каррьера, Фрица Овербека, Макса Либермана, скульптуру Огюста Родена и др.

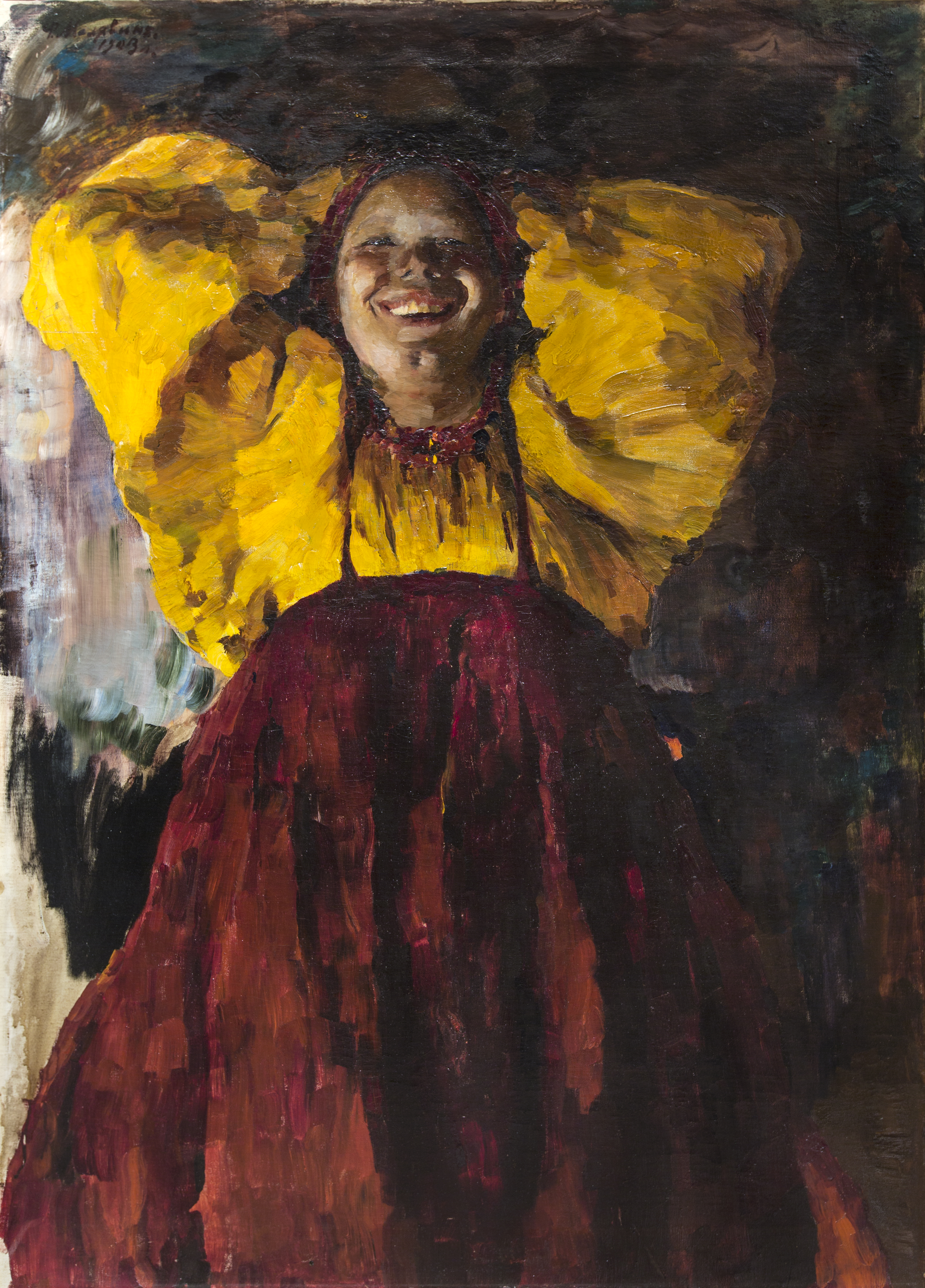
Ф.А. Малявин. Баба в желтом
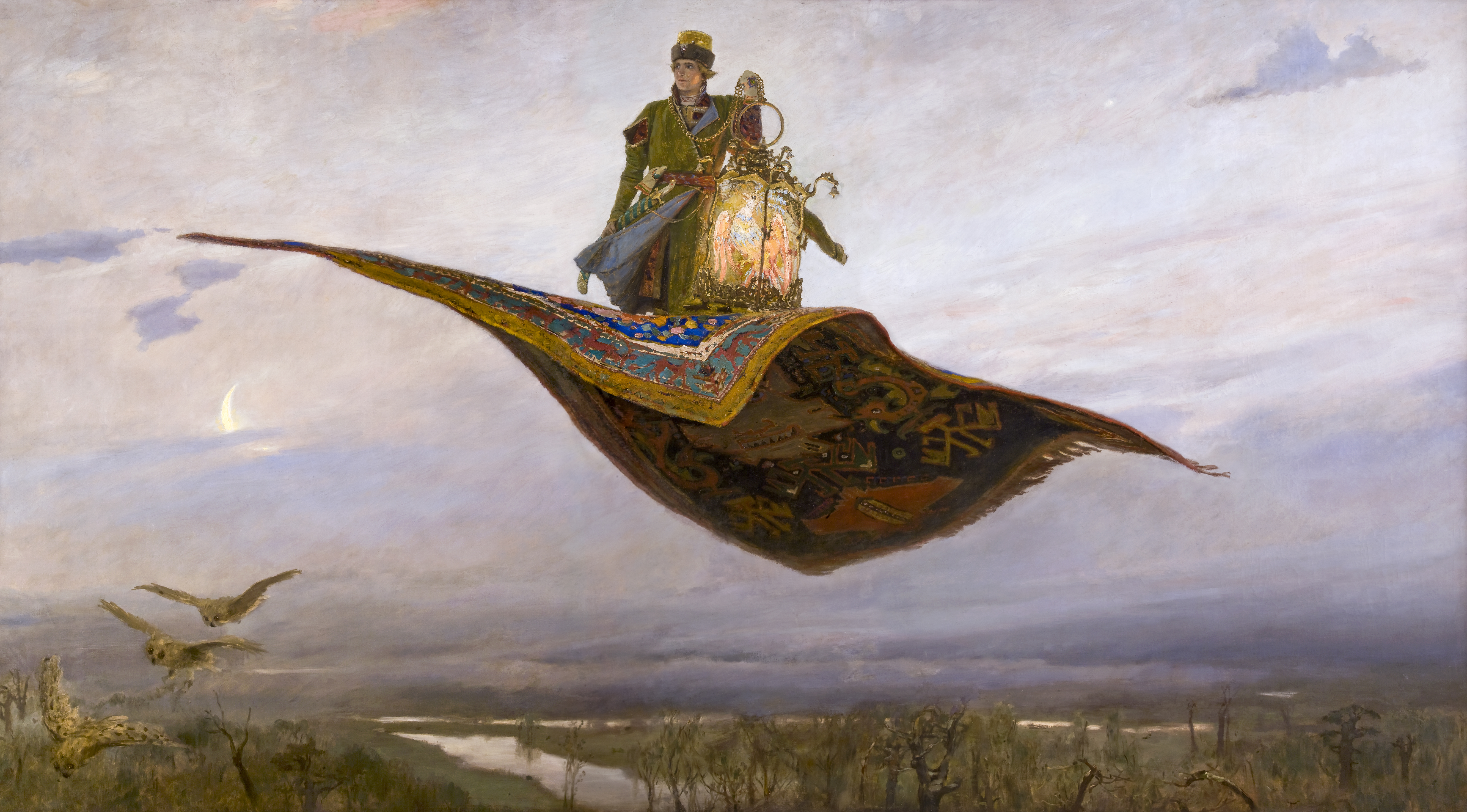
В.М. Васнецов. Ковер-самолет
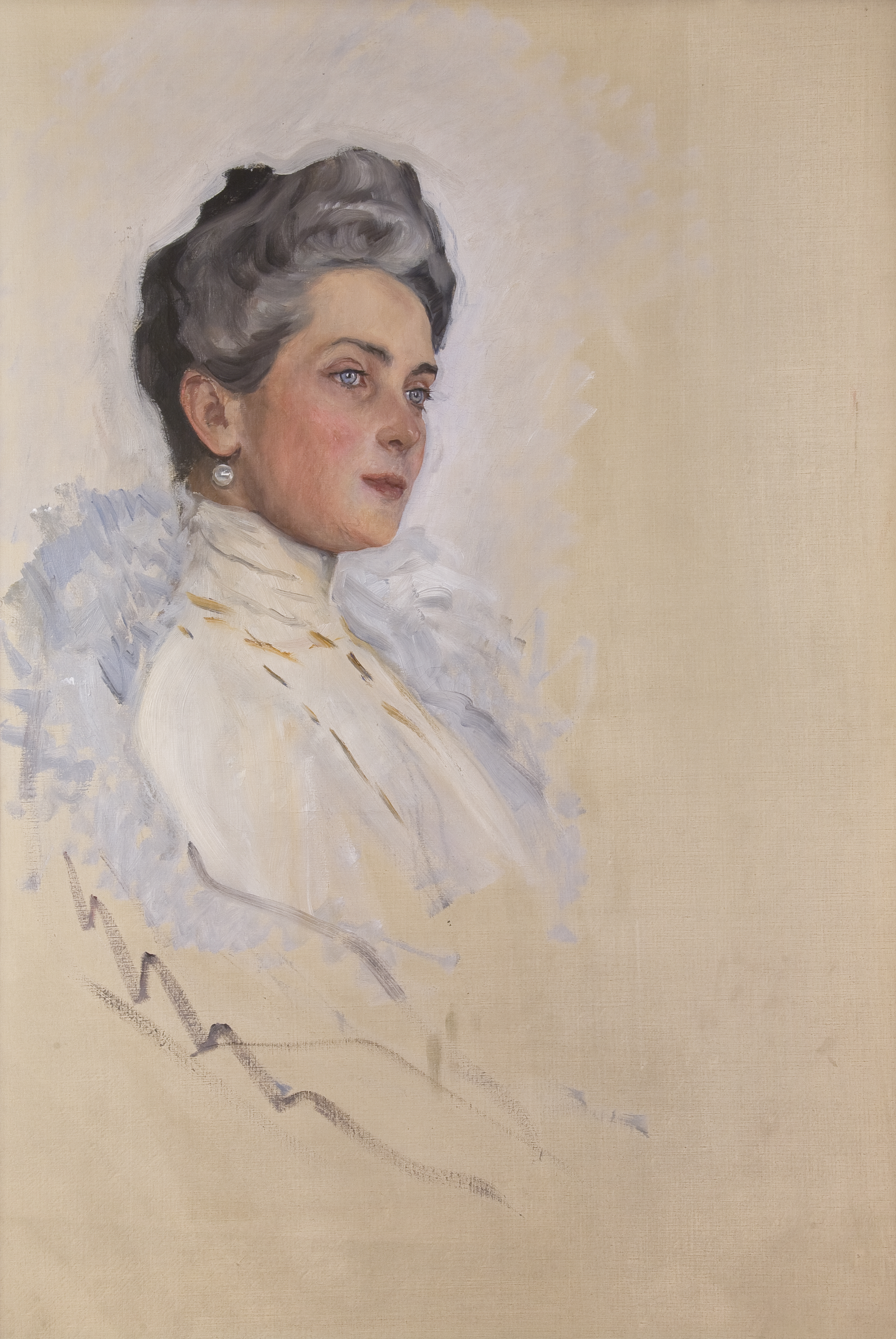
В.А. Серов. Портрет Зинаиды Юсуповой
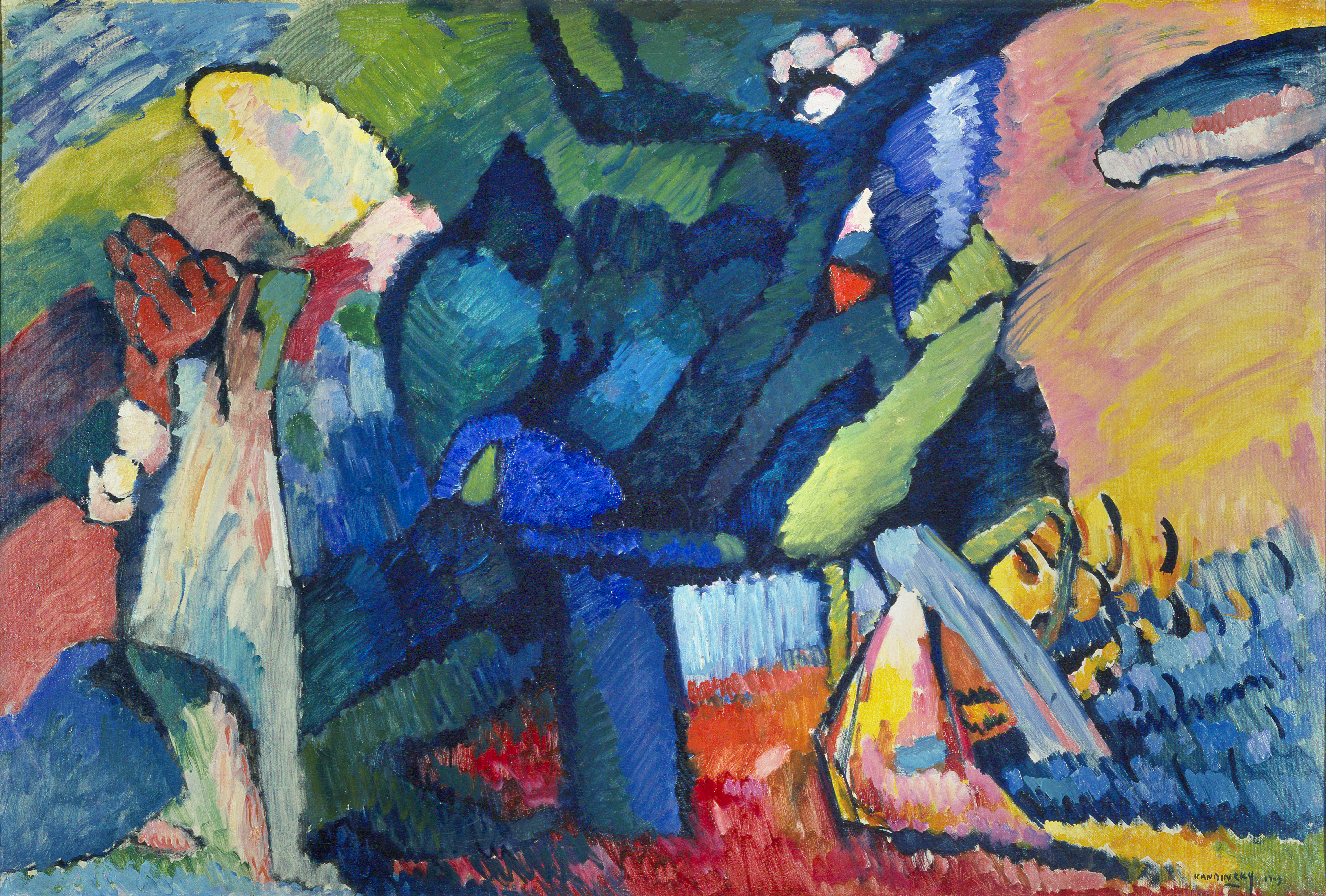
В.В. Кандинский. Импровизация №4
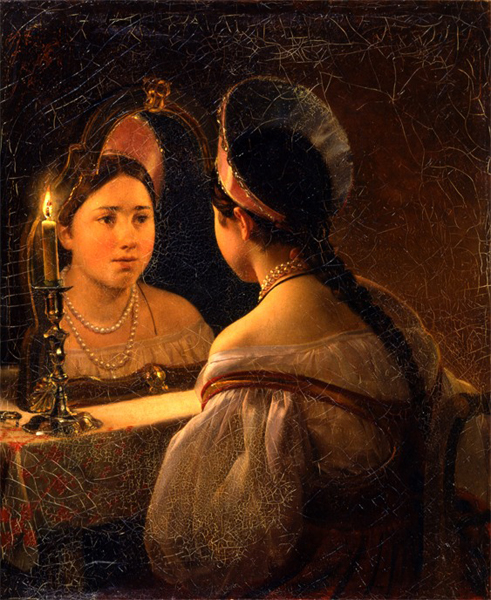
К. П. Брюллов. Гадающая Светлана
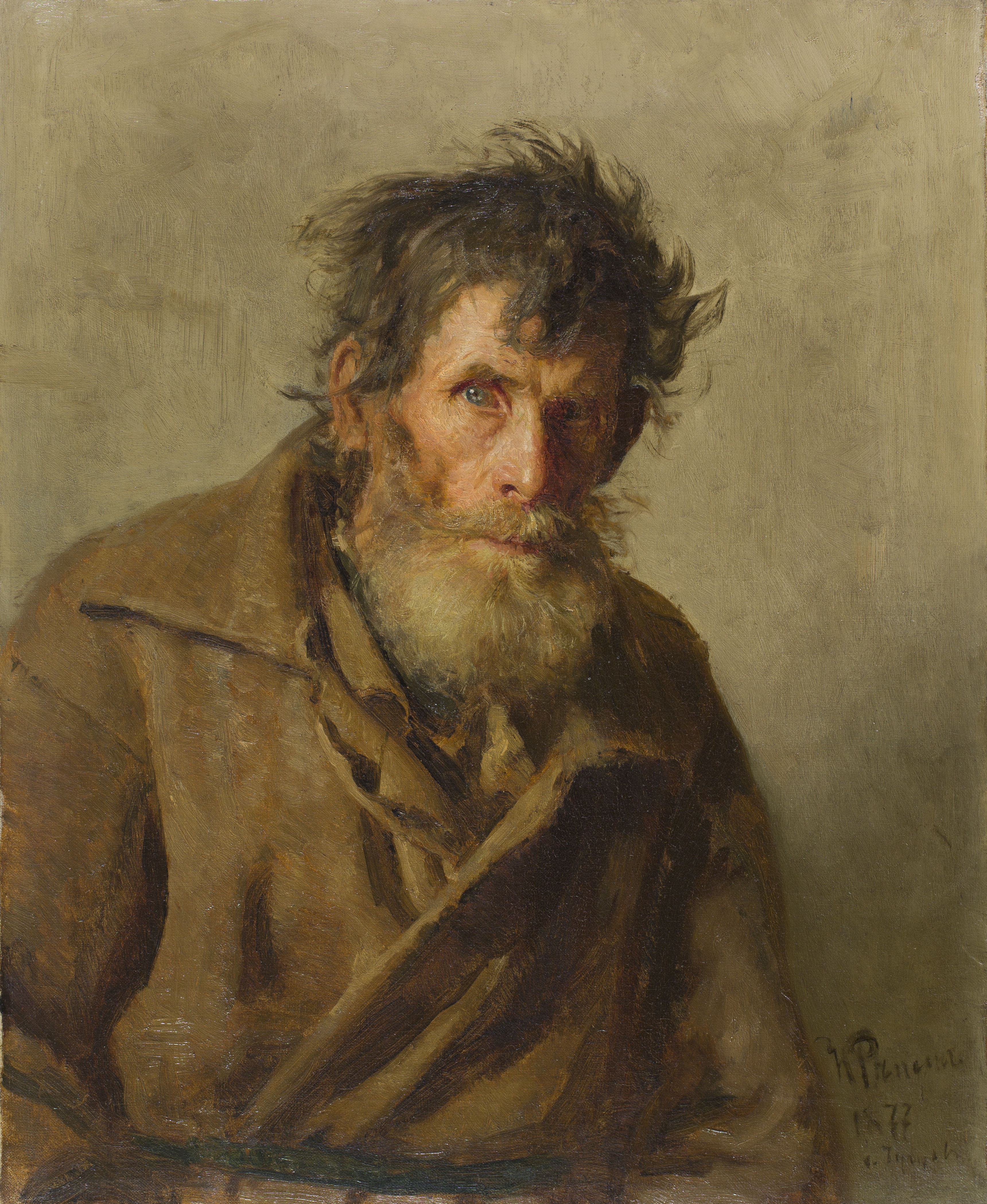
И.Е. Репин. Мужичок из робких
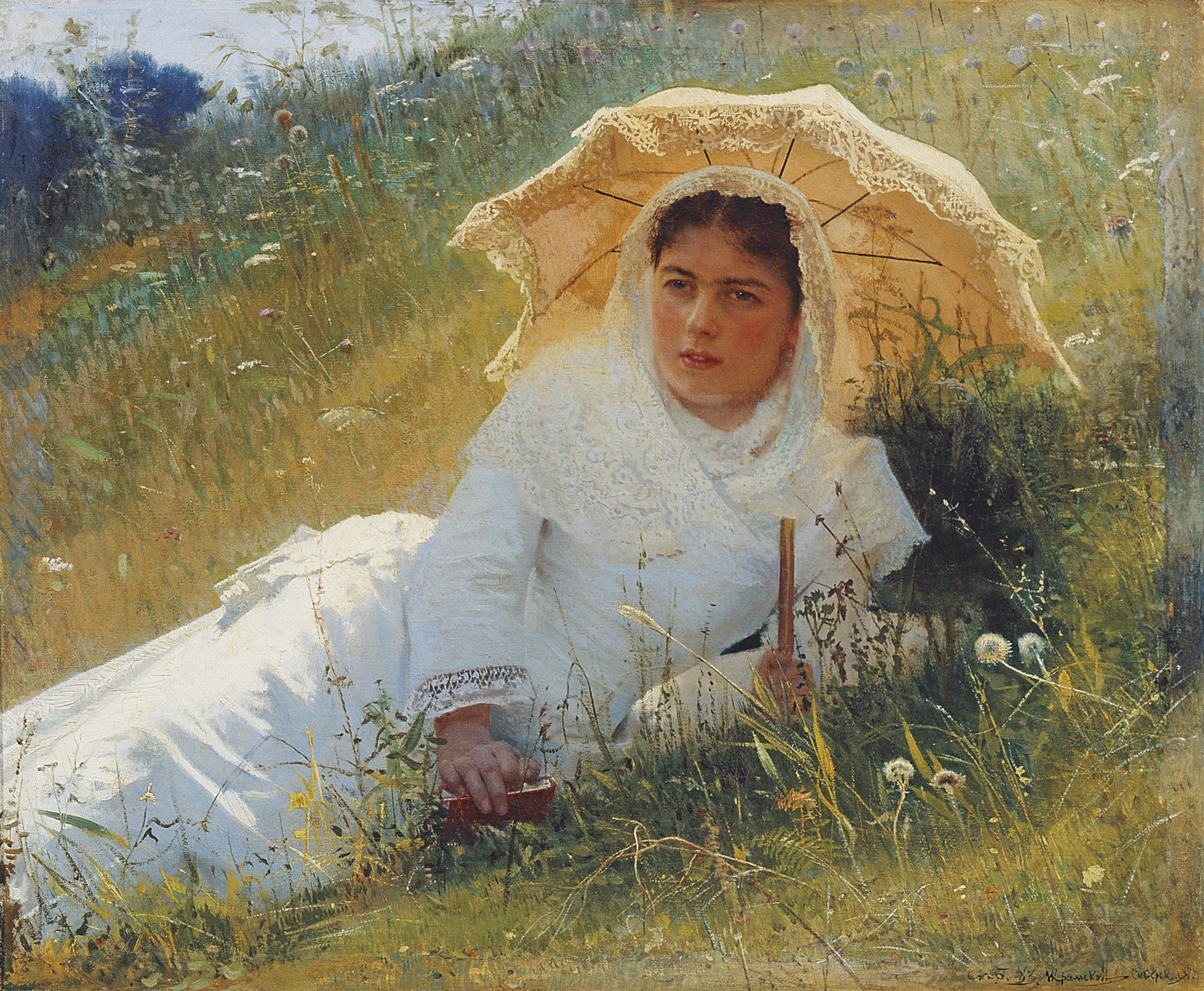
И.Н. Крамской. Женщина под зонтиком
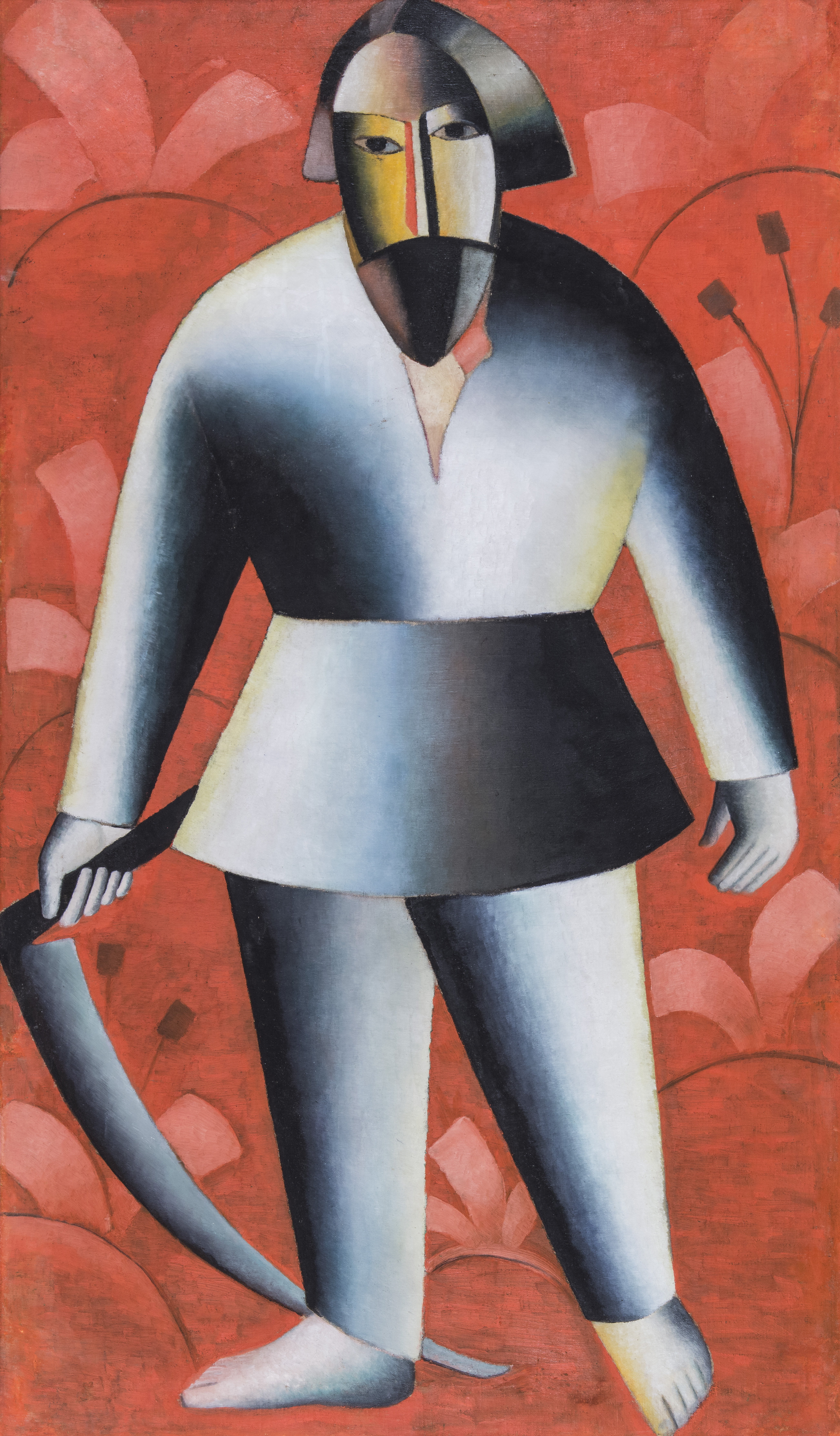
К.С. Малевич. Косарь
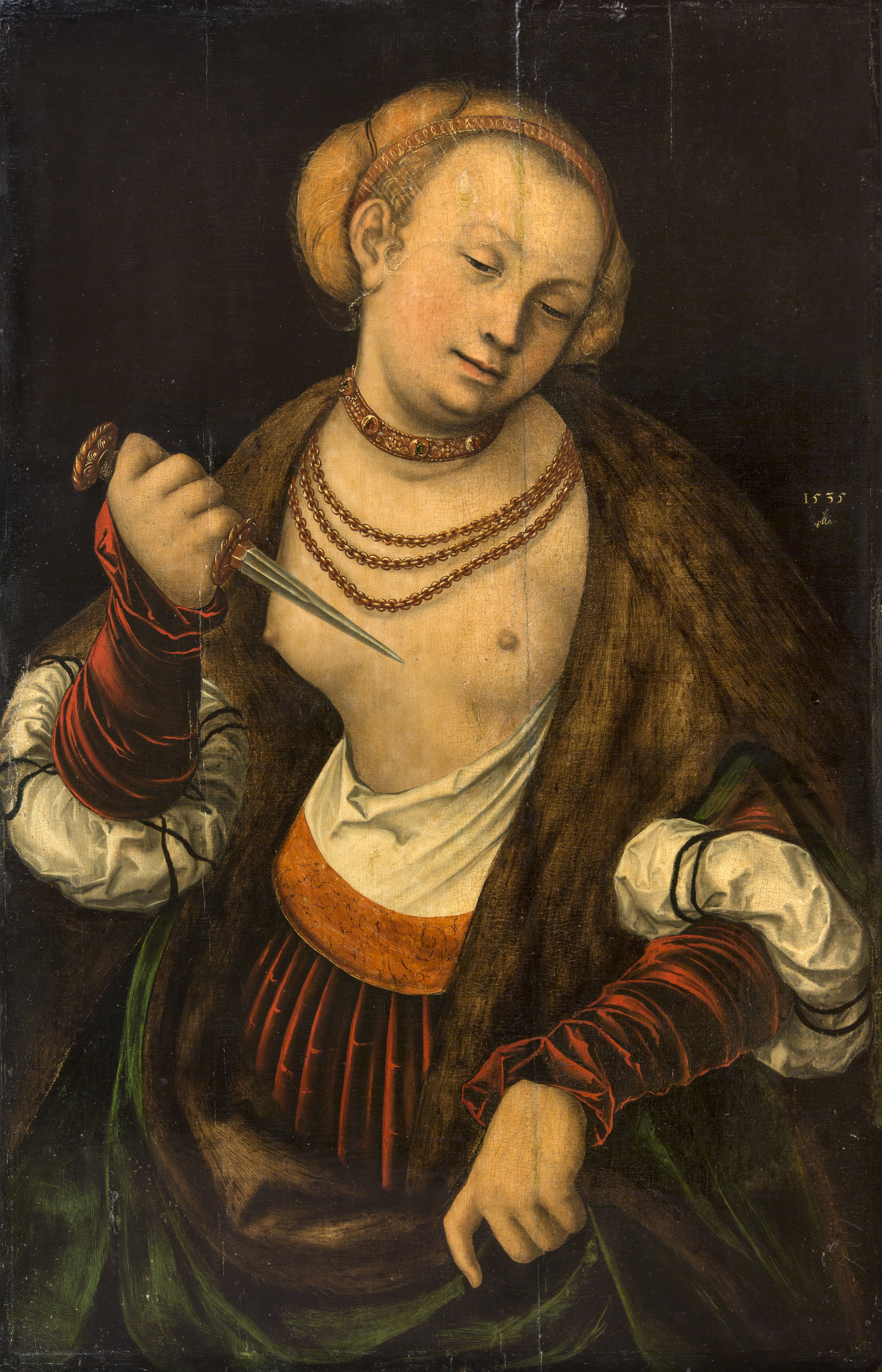
Лукас Кранах Старший. Лукреция

## Здания музея
С течением времени музей сменил несколько зданий:
- Дмитриевская башня (1896—1912)
- Дом Дворянского собрания (1912—1918)
- Усадьба С. М. Рукавишникова (1918—1924)
- Дом бывшего городского головы Д. В. Сироткина (Верхневолжская набережная, д. 3) (с 1924)
- Дом губернатора на территории Нижегородского кремля (Кремль, корп. 3) (с 1992)

### Дом военного губернатора

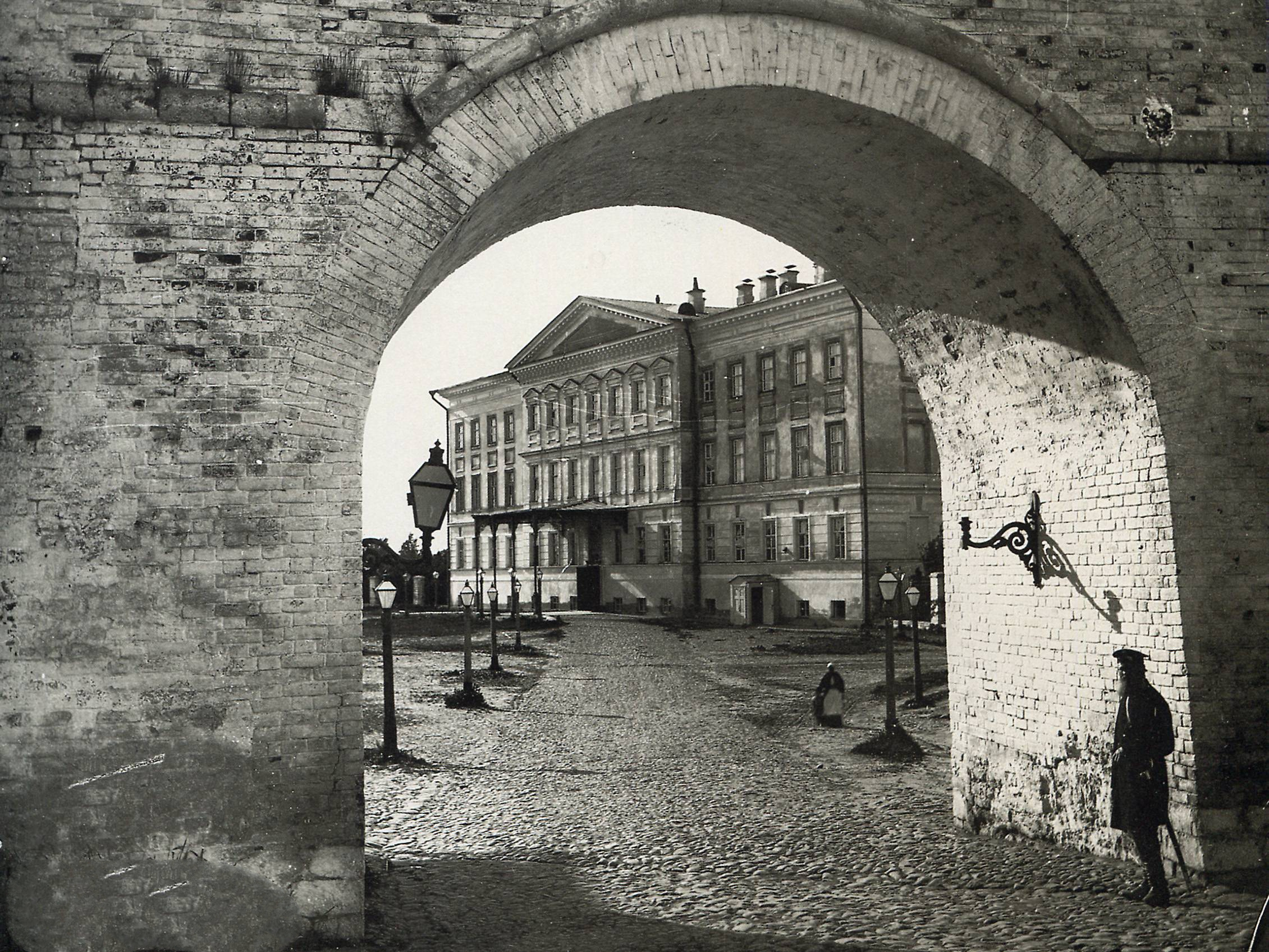
Губернаторский дом в Кремле, 1910 гг. Фото Максима Дмитриева

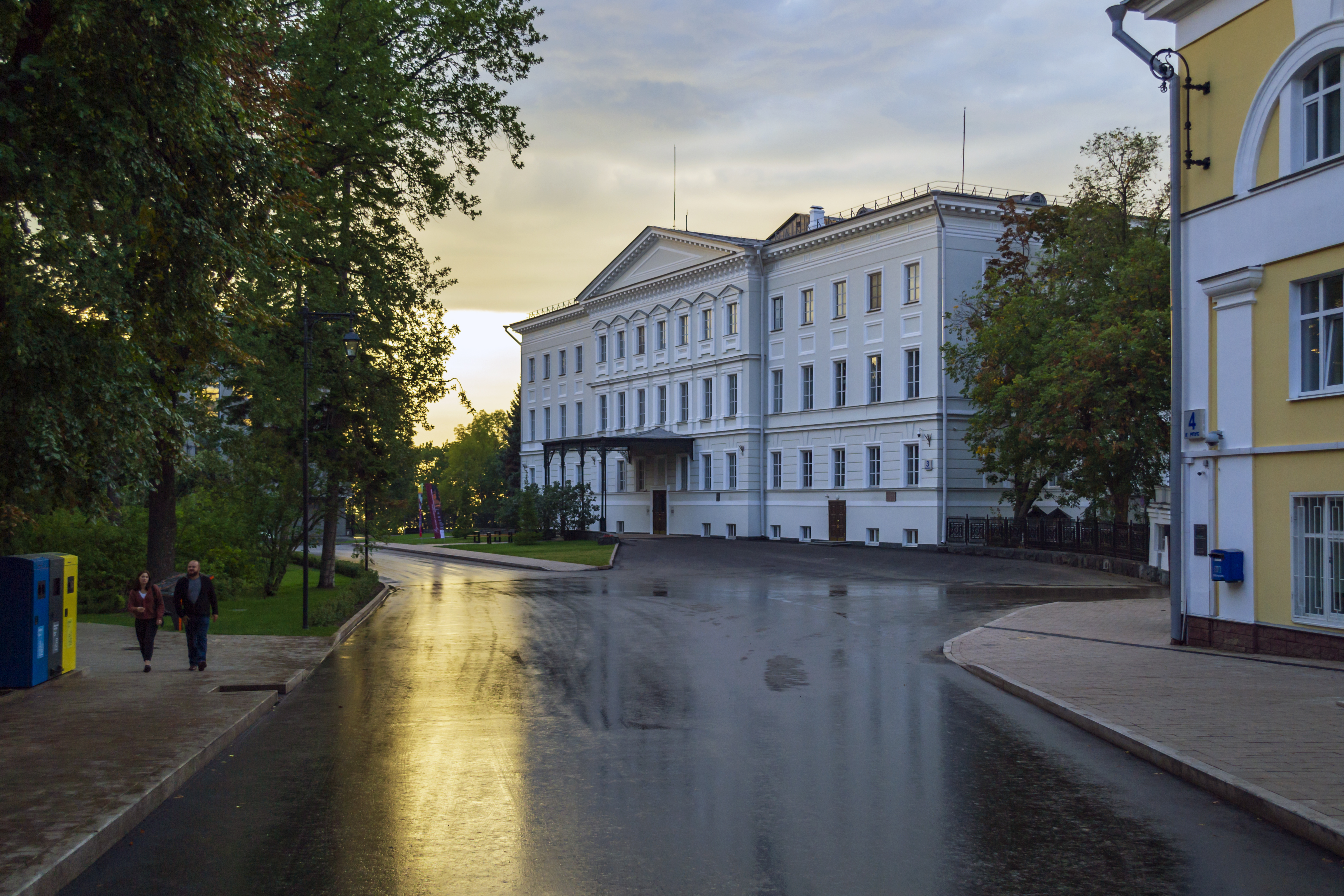
Губернаторский дом в 2021 году

Трёхэтажный дом военного губернатора начал строиться напротив северной стороны Спасо-Преображенского собора весной 1837 года и был закончен в конце 1841 года. Место его расположения было указано лично Николаем I во время пребывания в Нижнем Новгороде в 1834 году.
Здание создано по проекту архитектора И. И. Шарлемань в стиле позднего классицизма. До 1838 г. надзор за строительными работами осуществлял А. Л. Леер, затем работы продолжались под руководством А. И. Шеффера и А. Е. Турмышева. Главные фасады губернаторского дома были обращены: северный — на Волгу, южный — к собору. На первом этаже располагались жилые комнаты членов губернаторской семьи, на втором — императорские покои (на случай прибытия царской семьи в Нижний Новгород): гостиная, столовая, кабинет, спальни, буфет и ещё несколько комнат. На третьем этаже располагалась церковь Святого Духа, которая была устроена в угловой северо-восточной части. Её освящение состоялось 18 сентября 1845 г., епископ Нижегородский и Арзамасский Иоанн совершил в ней первую литургию. По бокам дома были выстроены два флигеля: в восточном, вытянутом вдоль кремлёвской стены, располагались губернская канцелярия и квартиры чиновников, в западном (не сохранился) размещалась гарнизонная гауптвахта. От дома к флигелю шла кованая железная решетка, поставленная на каменном цоколе. В губернаторском дворце жили и работали 14 нижегородских генерал-губернаторов, сменяя друг друга вплоть до 1917 года.
В 1852 году с западного фасада дома военного губернатора был разбит зимний сад, в котором среди южных деревьев и растений были устроены грот и фонтан. Губернаторский сад спускался по горе от самого дома к северной стене кремля, от Георгиевской башни до Ивановских ворот.
История дома военного губернатора в Нижегородском кремле связана с именами многих знаменитых исторических персонажей. В 1858 году здесь в гостях у нижегородского генерал-губернатора А. Н. Муравьева произошла встреча известного французского писателя Александра Дюма-отца с прототипами его романа «Учитель фехтования»: декабристом Иваном Анненковым и его женой Полиной Гёбль.
В 1894—1896 гг. во время ремонта дома губернатора по проекту архитектора Н. И. Иванова был выполнен металлический зонт над парадным входом и овальные пандусы подъездов, что несколько изменило архитектурный облик здания. Последующие перестройки касались, главным образом, перепланировки внутренних помещений.
После 1917 года в здании располагались обком и горком КПСС, которые впоследствии переехали в новое здание, построенное на месте снесённого Успенского собора. В 1990 году здание дома губернатора было передано Нижегородскому государственному художественному музею.
В доме губернатора расположена постоянная экспозиция русского искусства XIV—XIX веков, проходят различные выставки.

### Дом Д. В. Сироткина

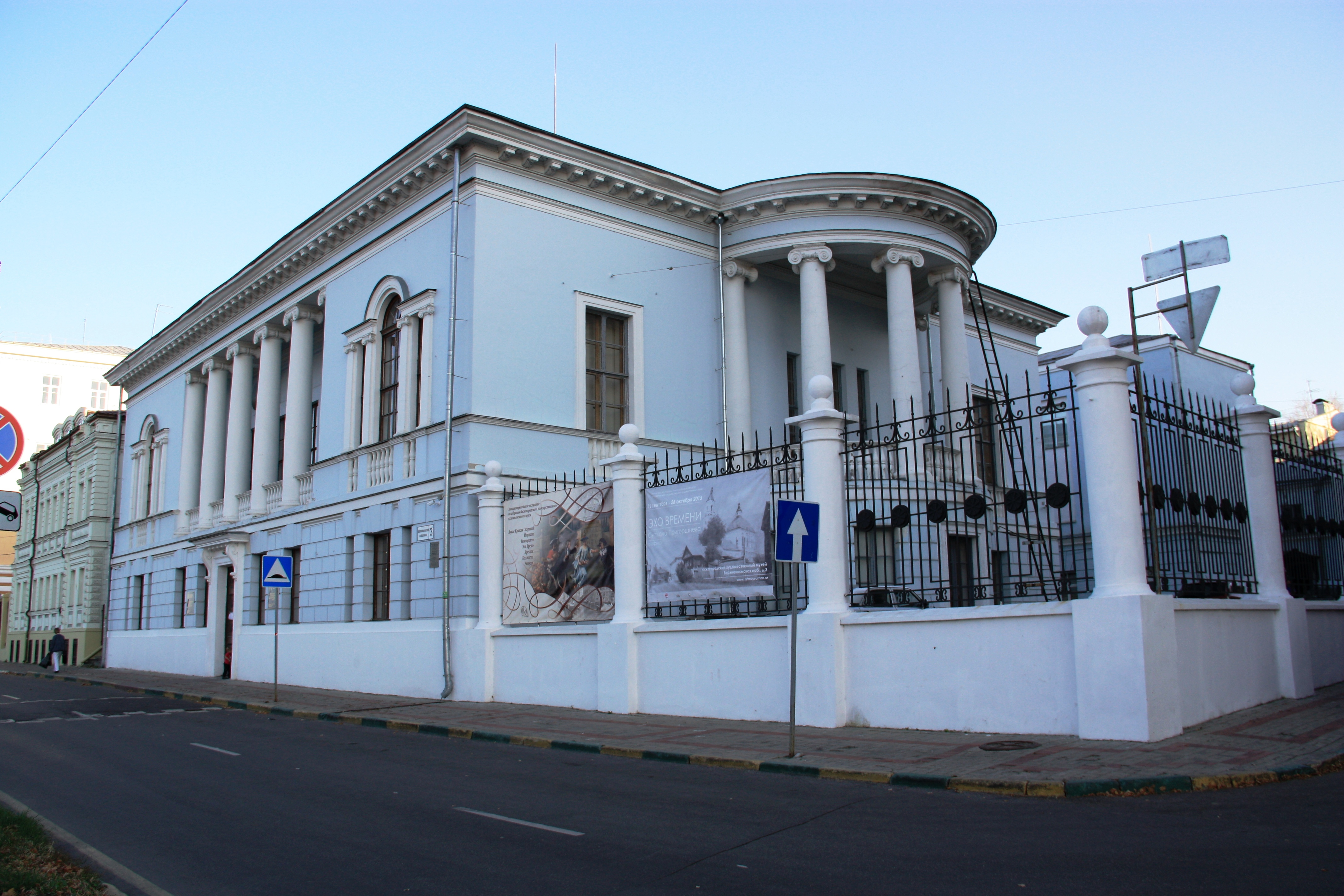
Дом купца Сироткина

Главный усадебный дом купца 1-й гильдии, нижегородского городского головы Дмитрия Васильевича Сироткина построен по проекту московских зодчих братьев Леонида, Виктора и Александра Весниных в 1913—1916 гг. в стиле неоклассицизма. Этот стиль более всего отвечал желанию заказчика — возможности размещения в нём впоследствии музея. Строительство особняка продолжалось 635 дней, с 14 августа 1913 года по 15 ноября 1916 года.

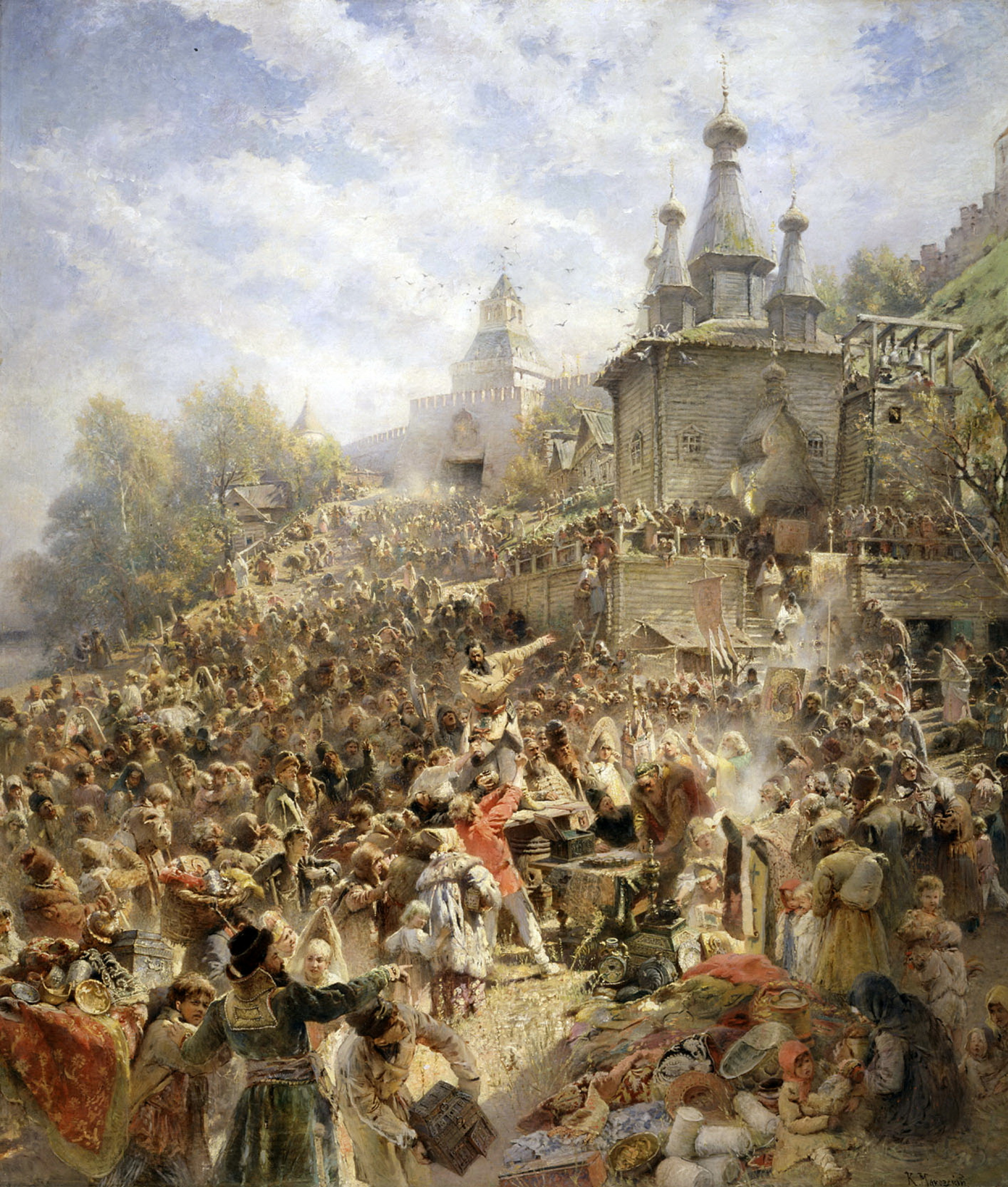
К. Е. Маковский. Воззвание Минина. 1896 год

Сравнительно небольшой по размерам двухэтажный особняк имеет идеальные пропорции, интересные архитектурные приёмы: глубокая лоджия на втором этаже, полуротонда на боковом фасаде с колоннами ионического ордера. Внутреннее убранство дома Сироткина также подчинено идее гармонии: дубовый паркет и лестница, высокие окна, колонны, лепнина, великолепные потолочные росписи. На первом этаже помещались входной вестибюль, библиотека с примыкающей к ней бильярдной, конторы, комнаты ручного труда, комнаты прислуги и кладовые. Комнаты второго этажа имеют анфиладную планировку: столовая, гостиная, кабинет хозяина, личные покои хозяев — две спальни, разделённые раздвижной перегородкой. Дальние комнаты второго этажа с окнами во двор предназначались для прислуги. В отдельном дворовом пристрое размещалась кухня, соединённая с домом небольшим переходом.
Самому Сироткину практически не пришлось пожить в этом доме, он покинул Нижний Новгород вскоре после революции и эмигрировал.
В 1930-е годы в одноэтажном строении, примыкавшем к юго-западной части здания, располагалась реставрационная мастерская музея. В 1968 году над пристройкой появился павильон, предназначенный для экспозиции одной картины — «Воззвание Минина» Константина Маковского, самого большого произведения в русском искусстве на тему отечественной истории (7 × 6 метров).
В стенах дома художественный музей просуществовал до 1992 года, когда начался его первый со дня постройки капитальный ремонт и реставрация. Лишь в 2009 году после семнадцатилетнего перерыва дом Сироткина вновь был открыт для посетителей; помимо вышеупомянутой картины «Воззвание Минина», здесь открыта крупномасштабная экспозиция западноевропейского искусства XV — начала XX веков.

### Бывшее здание Нижегородского выставочного центра
В 1784—1787 годах при определении контуров регулярной трапециевидной Благовещенской площади (Минина и Пожарского) участок справа от древнего Мытного рынка принадлежал промышленникам Кордюковым. Вплоть до начала XIX века на нём стояли два каменных и несколько деревянных строений. При перепланировке площади в 1830-е годы архитектор И. Е. Ефимов и А. Л. Леер предписали снести все строения и спроектировали во всю линию площади с поворотами в улицы Алексеевскую и Большую Покровскую протяжённый корпус общественных лавок. До этого торговые ряды располагались вдоль стен кремля по сторонам от Дмитриевской башни.
Согласно проекту губернского архитектора И. Е. Ефимова от 1834 года торговые лавки предполагалось возвести в два этажа по всему периметру участка. Предполагалось, что выходящий на площадь фасад будет иметь 27 световых осей (окон), а выходящий на Большую Покровскую улицу — 31 световую ось. Центральная ось фасада со стороны площади акцентировалась аттиком. Предполагалось типичное для торговых корпусов русских городов решение: выстроить по фасадам первого этажа галерею с равномерным ритмом арочных проёмов. Второй этаж, с равномерным ритмом прямоугольных окон, обрамлённых простыми профилированными наличниками и завершениями в виде горизонтальных сандриков, предполагалось отделить междуэтажным поясом.
Разработку чертежей нового здания поручили ярмарочному архитектору А. Л. Лееру, который опирался в работе на проект Ефимова, но внёс некоторые изменения. Леер предложил возвести здание на полуэтаже, сохранив фасад по Большой Покровской улице двухэтажным, а по улице Алексеевской выстроив его трёхэтажным. Проект и смета были высочайше утверждены 21 августа 1836 года. Однако только в 1840 году тверской ямщик И. Т. Дубицкий взял подряд на возведение «своим материалом и рабочими» огромного торгового корпуса.
В 1841 году здание было готово вчерне. Ещё три сезона продолжалась внутренняя отделка. В начале 1844 года лавки первого этажа стали сдавать в наём купцам, а верхние этажи по улице Большой Покровской заняла Палата Казённого имущества, а затем — Городская управа. Выстроенное в канонах классицистической архитектуры здание отличалось выверенностью пропорций, простотой композиции и органично вписалось в ансамбль главной городской площади. Изначальный облик здания несколько отличался от существующего: по всему фасаду в уровне первого этажа шла открытая галерея с арочными проёмами и деревянной балюстрадой, ликвидированная в 1860-е годы. Арочные проёмы позже были частично заложены и остеклены.
После постройки здания городской Думы в 1904 году и переезда в него управы, помещения отдали под публичную библиотеку. В 1904—1905 годах по проекту архитектора Д. А. Вернера главный вход в библиотеку оформили в виде портика с аттиком, двумя пилястрами и небольшими бронзовыми бюстами Л. Толстого, А. Пушкина и Ф. Достоевского. В 1906—1907 годах по проекту архитектора Н. М. Вешнякова крылья корпуса по Большой Покровской были оформлены ризалитными выступами с фигурными аттиками в формах модерна.
С конца XIX века в здании также размещались учебные заведения. Общеобразовательная школа № 8 выехала из корпуса только в начале 1970-х годов. С этого времени помещения второго этажа со стороны площади занимает Государственный выставочный зал, а третий этаж был отдан под различные конторы.
В 1974 году в этом здании был открыт Выставочный комплекс «для постоянного экспонирования произведений современного искусства Нижегородского края и развития выставочной деятельности в области».
В 2012 году проведена реконструкция здания (проект и реализация — ЗАО «СМУ-77»). Третий этаж был приспособлен под выставочную функцию: снесены не несущие перегородки, ячейковая группировка помещений сменилась на анфиладную, характерную для музеев и выставочных пространств, был установлен панорамный лифт, связавший внутреннее общественное пространство.

В 2020 году выставочный комплекс вошел в состав Нижегородского государственного художественного музея (НГХМ). Здание было отреставрировано. В 2022 году в здании разместилась постоянная экспозиция «Искусство XX века. 1900—1920: от символизма к авангарду».